# Leontodon alpinus
Leontodon alpinus là một loài thực vật có hoa trong họ Cúc. Loài này được Steven mô tả khoa học đầu tiên.